# تيري جونز (صحفي رياضي)
تيري جونز هو صحفي رياضي كندي، ولد في عقد 1940 في لاكومب في كندا.